# Parlamentswahl in Jamaika 2020
Die Parlamentswahl in Jamaika 2020 fand am 3. September 2020 statt. Gewählt wurden die 63 Abgeordneten des Repräsentantenhauses von Jamaika. Die konservative Regierungspartei Jamaica Labour Party (JLP) konnte ihre Mehrheit deutlich um 17 Sitze gegenüber der oppositionellen People’s National Party (PNP) ausbauen. Die Wahlbeteiligung war mit 37,27 Prozent die bisher niedrigste.

## Hintergrund

### Politische Entwicklungen
Die Wahlen waren ursprünglich für 2021 angesetzt, doch Premierminister Andrew Holness (JLP) berief vorgezogene Neuwahlen ein, da er „ein neues Mandat vom Volk einholen“ wolle. Generalgouverneur Patrick Allen löste daraufhin am 13. August 2020 das Parlament auf. Bestimmendes Wahlthema war neben der COVID-19-Pandemie und deren Folgen der mögliche Übergang Jamaikas zu einer republikanischen Verfassung. Debattiert wurde, ob Elisabeth II. Staatsoberhaupt bleiben, oder ob sich Jamaika zur Republik erklären soll. Die PNP kündigte im Falle ihres Wahlsieges ein Referendum über diese Frage an.

### Wahlmodus
Die 63 Abgeordneten wurden per einfacher Mehrheitswahl in den 63 Wahlkreisen gewählt. Am 18. August 2020 registrierten sich insgesamt 139 Kandidaten (105 Männer, 34 Frauen) bei der Wahlkommission. Neben den beiden großen Parteien JLP und PNP, die in allen Wahlkreisen Kandidaten aufstellten, gab es in folgenden 11 Wahlkreisen noch 13 weitere Bewerber: 25-St. Anne North Western (1), 27-Trelawny Northern (1), 28-Trelawny Southern (1),  31-St. James Central (1), 37-Westmoreland Central (2), 38-Westmoreland Eastern (1), 44-Manchester Central (1), 49-Clarendon North Western (1), 53-St. Catherine North Western (1), 54-St. Catherine South Western (1), 58-St. Catherine North Central (2).

## Ergebnis

Zusammensetzung des gewählten Parlaments

Gewonnene Wahlkreise:

| Wahl des Repräsentantenhauses von Jamaika 2020  | Wahl des Repräsentantenhauses von Jamaika 2020  | Wahl des Repräsentantenhauses von Jamaika 2020 | Wahl des Repräsentantenhauses von Jamaika 2020 | Wahl des Repräsentantenhauses von Jamaika 2020 | Wahl des Repräsentantenhauses von Jamaika 2020 |
| Partei                                          | Kürzel                                          | Stimmen                                        | %                                              | Sitze                                          | ±                                              |
| ----------------------------------------------- | ----------------------------------------------- | ---------------------------------------------- | ---------------------------------------------- | ---------------------------------------------- | ---------------------------------------------- |
| Jamaica Labour Party                            | JLP                                             | 408.292                                        | 57,06 %                                        | 49                                             | ▲ 17                                           |
| People’s National Party                         | PNP                                             | 306.034                                        | 42,77 %                                        | 14                                             | ▼ 17                                           |
| Unabhängige                                     | Unabhängige                                     | 1.185                                          | 0,17 %                                         | 0                                              | 0                                              |
| Gültige Stimmen                                 | Gültige Stimmen                                 | 715.511                                        | 100,00 %                                       | 63                                             | –                                              |
| Ungültige Stimmen                               | Ungültige Stimmen                               | 8.806                                          |                                                |                                                |                                                |
| Abgegebene Stimmen                              | Abgegebene Stimmen                              | 724.317                                        |                                                |                                                |                                                |
| Anzahl der Wahlberechtigten und Wahlbeteiligung | Anzahl der Wahlberechtigten und Wahlbeteiligung | 1.913.410                                      | 37,85 %                                        |                                                |                                                |
| Quelle: Electoral Commission                    |                                                 |                                                |                                                |                                                |                                                |

1. ↑  bezogen auf die gültigen Stimmen